# الأب والسيد
الأب والسيد (بالإيطالية: Padre Pardon)‏ (بالإنجليزية: Father & Master)‏ هو فيلم إيطالي درامي صدر في 1977, من إخراج الإخوة تافياني، وإنتاج غويلياني جي. دو نيغري.
الدراما مستوحاة من كتاب سيرة ذاتية يحمل نفس العنوان للكاتب غافينو ليدا. كما فاز الفيلم بجائزة السعفة الذهبية في الدورة والثلاثون لمهرجان كان السينمائي (1977)
.

## ملخص القصة
- الفيلم يتناول قصة راعي سرديني الذي يعاني من إستبدادية أبيه، ويحاول التخلص من هذا الإستبدادية عبر تثقيف نفسه، وفي الأخير يصبح هذا الراعي عالما لغويا مشهورا جدا.

## وصلات خارجية
الأب والسيد على موقع IMDb (الإنجليزية)
- الأب والسيد على موقع الموسوعة البريطانية (الإنجليزية)
- الأب والسيد على موقع روتن توميتوز (الإنجليزية)
- الأب والسيد على موقع نتفليكس (الإنجليزية)
- الأب والسيد على موقع ألو سيني (الفرنسية)
- الأب والسيد على موقع Turner Classic Movies (الإنجليزية)
- الأب والسيد على موقع أول موفي (الإنجليزية)
- الأب والسيد على موقع فيلمافينيتي (الإسبانية)
- الأب والسيد على موقع قاعدة بيانات الأفلام السويدية (السويدية)
- الأب والسيد على موقع قاعدة بيانات الفيلم (الإنجليزية)